# Ratpenat de Yuma
El ratpenat de Yuma (Myotis yumanensis) és una espècie de ratpenat de la família dels vespertiliònids. Viu al Canadà, Mèxic i els Estats Units. Té una gran varietat d'hàbitats naturals, que van des dels boscos de Juniperus i riberencs fins a les regions desèrtiques situades a prop de masses d'aigua obertes. És una espècie en risc mínim, és a dir, no sembla que hi hagi cap amenaça significativa per a la seva supervivència. El seu nom específic, yumanensis, significa 'de Yuma' en llatí.